# Hertogdom Opper-Beieren (1255-1340)
Het hertogdom Opper-Beieren (Duits: Herzogtum Oberbayern) was een land in het Heilige Roomse Rijk. Het ontstond bij de verdeling van de bezittingen van het Huis Wittelsbach na de dood van hertog Otto II. Otto's oudste zoon kreeg het westelijk gelegen Opper-Beieren en de Palts, terwijl zijn tweede zoon Hendrik XIII het westelijke Neder-Beieren kreeg. In 1340 werden beide gebieden weer verenigd onder keizer Lodewijk de Beier. De Palts werd in 1329 afgeplitst van Beieren. 

## Hertogen
- 1255–1294: Lodewijk II de Strenge
- 1294–1301: Rudolf I
- 1301–1317: Rudolf I en Lodewijk IV
- 1317–1340: Lodewijk IV